# Carlo Chessa
Carlo Chessa (Cagliari, 1855 – 24 agosto 1912) è stato un pittore, incisore e illustratore italiano. È il padre di Gigi Chessa.

## Biografia
Dipinse principalmente paesaggi alpini, ed espose a Torino alla Promotrice del 1884,1888-1897 e nel 1911. In quegli anni espone anche con le biennali del Circolo degli Artisti. Era noto per le sue incisioni di ritratti e vedute. Le sue incisioni sono state descritte nei seguenti libri:
- Leggende del mare (1894) di Maria Savi-Lopez, E. Loescher, con 60 illustrazioni di Carlo Chessa.
- Leggende delle Alpi (1889) di Maria Savi-Lopez con 60 illustrazioni di Carlo Chessa (vedi versione integrale, Alpensagen (1893) in tedesco).
- Chronique du temps qui fut la Jacquerie di Leon Hennique, Carlo Chessa, ... Cossard, Luc Olivier Merson Librairie de la Collection des Dix, Romagnol, 1903.